# Campeonato Africano de Taekwondo de 1998
El II Campeonato Africano de Taekwondo se celebró en Nairobi (Kenia) en 1998 bajo la organización de la Unión Africana de Taekwondo.
En total se disputaron en este deporte dieciséis pruebas diferentes, ocho masculinas y ocho femeninas.

## Resultados

### Masculino
| Evento | Oro                          | Plata                   | Bronce                                                       |
| ------ | ---------------------------- | ----------------------- | ------------------------------------------------------------ |
| –54 kg | Timothy Malele Kenia         | Mamadou Ndongo Senegal  | Matephane Nkopa Lesoto M. Amao Costa de Marfil               |
| –58 kg | Patric Ronnie Uganda         | Wills Odhiambo Kenia    | Thuso Thipane Lesoto M. Fofana Costa de Marfil               |
| –62 kg | Maiketso Komane Lesoto       | Coalins Wamboko Kenia   | Ramatsia Lonina Anary Madagascar Y. Kagnomou Costa de Marfil |
| –67 kg | Poloko Ntulo Lesoto          | M. Bohe Costa de Marfil | Charles Golondi Kenia Pharlin Dimbiheriniaina Madagascar     |
| –72 kg | Robert Nganga Kenia          | Teboho Mzini Lesoto     | Ronnie Iloya Uganda Koukouauou Costa de Marfil               |
| –78 kg | Therno Birahim Kote Senegal  | Ernest Muranga Kenia    | Jane Malimabe Lesoto J. D. Ettien Costa de Marfil            |
| –84 kg | Mokete Mokhosi Lesoto        | Martin Kamau Kenia      | Martin Smiy Comoras K. K. Gnapi Costa de Marfil              |
| +84 kg | Donald Ravenscroft Sudáfrica | Hastings Ngala Kenia    | Lebuajoans Mphoso Lesoto                                     |

### Femenino
| Evento | Oro                           | Plata                  | Bronce                                            |
| ------ | ----------------------------- | ---------------------- | ------------------------------------------------- |
| –47 kg | Mary Lemphane Lesoto          | Judy Mwihaki Kenia     | Beatrice Ngeso Kenia Doroth Aoko Comoras          |
| –51 kg | Likeleli Alinah Thamae Lesoto | Rose Naunge Kenia      | Hye-Mi Lee Sudáfrica L. Maleombho Costa de Marfil |
| –55 kg | Selina Njeri Wamaitha Kenia   | Makuena Thamae Lesoto  | J. Judith Uganda                                  |
| –59 kg | Lydia Thamae Lesoto           | Nancy Karanja Kenia    | Mia Emmet Sudáfrica M. Miriam Uganda              |
| –63 kg | Mojabeng Ralikonyana Lesoto   | Dora Mwakio Kenia      | F. Mahmoud Costa de Marfil R. Mbiti Uganda        |
| –67 kg | Puleng Lala Lesoto            | Jane Eragi Kenia       | C. Invoka Costa de Marfil                         |
| –72 kg | Janet Oklal Kenia             | Mamello Nthimo Lesoto  | —                                                 |
| +72 kg | Mosa Mputsoe Lesoto           | Nadia Jonker Sudáfrica | Saida Wambui Kenia                                |

## Medallero
| Núm. | País            | Oro | Plata | Bronce | Total |
| ---- | --------------- | --- | ----- | ------ | ----- |
| 1    | Lesoto          | 9   | 3     | 4      | 16    |
| 2    | Kenia           | 4   | 10    | 3      | 17    |
| 3    | Sudáfrica       | 1   | 1     | 2      | 4     |
| 4    | Senegal         | 1   | 1     | 0      | 2     |
| 5    | Uganda          | 1   | 0     | 4      | 5     |
| 6    | Costa de Marfil | 0   | 1     | 9      | 10    |
| 7    | Comoras         | 0   | 0     | 2      | 2     |
| 7    | Madagascar      | 0   | 0     | 2      | 2     |
|      | TOTAL           | 16  | 16    | 26     | 58    |